# 泉港镇
泉港镇，是中华人民共和国江西省宜春市丰城市下辖的一个乡镇级行政单位。

## 行政区划
泉港镇下辖以下地区：
泉港社区、泉港村、泉山村、稂洲村、潭埠村、塘坊村、吴山村、清溪村、芦荻村、西岸村、东岸村、横山村、甘家村、鹏洲村、荣巷村、坑里村、白富村、大场村、葛家村和小木村。